# 青铜峡事件
青铜峡事件發生於寧夏文革期間，1967年8月兰州军区的中国人民解放军186团为守护寧夏青铜峡大坝，和群众组织「大联筹」冲突，开枪造成多人伤亡的事件。事件中，打死101人，打伤打残133人。中共中央黨校教授金春明等著《“文革”时期怪事怪语》所載，青铜峡事件是中共中央政治局常委康生策划的，康生支一派打一派，将一派群众组织封为保守派，调动军队镇压他们。当时主持兰州军区事务冼恒汉的说法，指康生是受周恩来的委托，传达中共中央的决定。兰州军区关于青铜峡事件的处理，是经包括毛泽东在内的中共中央政治局同意的。

## 历史
1967年8月25日，兰州军区接到宁夏支左领导小组报告，报告称，驻青铜峡部队处境困难，被一派群众组织（大联筹）一万多人包围了好几天，还扬言要炸青铜峡大坝。兰州军区党委向中共中央请示后，要求驻宁夏部队派人守护大坝。8月，186团到达大坝。
8月28日晚，186团向群众开枪，造成多人伤亡。186团政委许昌其告诉余汝信说，死了四十多人。冼恒汉回忆称：“后来听汇报说，在部队对空鸣枪警告后，一些群众仍不停止爆破活动，准备炸坝，并且群众中有人向部队开枪射击，有两名战士倒下，在这种情况下，部队指挥员被迫下令开枪还击，一场流血事件没有避免。”余汝信称，许昌其未提及事态如此严重。8月30日，中共中央指示指出青铜峡事件是反革命叛乱。
12月，宁夏各群众组织代表在京签订《关于停止互相攻击、收缴武器、制止武斗的协议》和《关于实现宁夏革命大联合的协议》。12月27日，中共中央、国务院、中央军委、中央文革小组发出《关于宁夏问题的决定》，决定建立宁夏革委会筹备小组，次年4月，宁夏回族自治区革命委员会成立。而青铜峡部队开枪一事不再提起。
1978年，中共宁夏自治区委员会提交《关于为宁夏青铜峡“反革命叛乱事件”冤案平反的请示报告》，1979年1月21日中共中央批复同意。3月，宁夏宣布中共中央批复，宣布兰州军区党委《关于为原宁夏军区党委和朱声达、江波、何其仁等同志平反的请示报告》。中共宁夏自治区党委副书记邵井蛙在平反大会上称：“所谓‘青铜峡反革命叛乱事件’，完全是康生伙同×××等一手制造的一大冤案。……直接责任应由康生等负责。”